# Madonna in trono con il Bambino e i santi Sebastiano, Fabiano, Antonio abate e Francesco d'Assisi
La Madonna in trono con il Bambino e i santi Sebastiano, Fabiano, Antonio abate e Francesco d'Assisi, è un dipinto a olio su tela di Adeodato Malatesta, conservato nella chiesa dei Santi Filippo e Giacomo a Panzano, frazione di Castelfranco Emilia.

## Storia
L'opera, firmata e datata nel cartiglio che san Francesco reca in mano, appartiene al periodo maturo dell'attività del maestro modenese. Il dipinto è allogato a Malatesta dal conte bolognese Marc'Antonio Malvasia, la cui famiglia deteneva il giuspatronato della chiesa fin dal 1629. Malatesta concepisce la pala d'altare entro il 1859, ma nonostante in quell'anno abbia già abbozzato la tela, completerà l'opera solo nel 1862. La ritardata consegna (solo nel 1867 la pala, modificata, verrà posta sull'altare di Panzano) è indice di una realizzazione tormentata, che lega quest'opera, per via della fase nella quale viene dipinta da Malatesta, ai destini della pittura contemporanea in Italia. 
L'opera è la testimonianza dello studio che Malatesta, artista di formazione accademica e a quel tempo stimato direttore dell'Accademia di Belle Arti a Modena, aveva condotto sulla tradizione pittorica italiana, studio che lo portava a declinare stili diversi a seconda di quanto richiedeva il soggetto dipinto. Tale concezione accademica è anche alla base delle critiche poco benevole che l'opera ricevette quando venne esposta a Bologna. Mentre la prima esposizione presso l'Accademia modenese nel 1862 procurava ampi consensi al pittore, il passaggio bolognese alla I Esposizione triennale delle Accademia dell'Emilia nel giugno 1863 sollevava grandi critiche. 
Questo risultato negativo era imprevisto. Basti pensare che nel 1861, alla I Esposizione nazionale italiana tenutasi a Firenze, Malatesta era stato riconosciuto come indiscusso maestro proprio nella pittura ad argomento sacro e di storia e che nel 1860, a coronamento di una grande carriera, veniva nominato presidente delle Accademia di Belle Arti dell'Emilia. Si ricorda però, che la committenza fu in realtà soddisfattissima dell'esito del dipinto, tanto che la contessa Maria Malvasia gli scrisse nel 1867: "Il suo quadro eccita la meraviglia e l'entusiasmo di quanti lo vedono (...) anche di quelli che credettero censurare il suo parto fino quando fu esposto a Sant'Ignazio a Bologna, e ora saranno certo obbligati a rendere omaggio all'opera di chi è detto il primo pittore italiano vivente".

## Descrizione
Il dipinto presenta una composizione semplice e lineare: entro un'abside in ombra, che allude all'architettura romanica, si colloca il trono della Vergine col Bambino. Attorno si dispongono i santi, ognuno riconoscibile grazie al proprio attributo, mentre l'attenzione storica dell'artista si esprime anche attraverso l'iscrizione incisa sul piedistallo del trono, che riporta l'incipit della bolla con cui il papa Onorio III approvò la regola dettata dal Santo e quindi l'istituzione dell'ordine francescano (1223). 
Con calcolato equilibrio, il pittore rompe la rigida simmetria su cui pure la composizione è impostata: il perno dell'opera è San Francesco, che in primo piano introduce con l'ampio gesto le figure sacre volgendosi a chi guarda e tracciando un'ideale direttrice che reca diagonalmente a Sant'Antonio abate, inginocchiato dietro al basamento. Con estrema pulizia Malatesta costruisce un'opera di grande decoro: è evidente il riferimento all'arte del primo cinquecento italiano, in particolare al classicismo della fiorentina scuola di San Marco e del suo fondatore Fra Bartolomeo, nella perfetta impostazione prospettica, sottolineata dal pavimento a piastrelle in primo piano colpito dalla luce, nel disegno impeccabile, nella stesura levigata e fluida.